# Naxoo
 (août 2025).
Naxoo, jusqu’en 2016 022 Télégenève SA, est un câblo-opérateur Suisse opérant dans le canton de Genève.

## Historique

Logo de Naxoo jusqu'en 2018.

022 Télégenève est fondé en 1986 à Genève comme fournisseur de programmes de radio et de télévision analogique terrestre dans le canton de Genève. Le « 022 » provient de l'indicatif téléphonique genevois.
En 1997, 022 Télégenève lance GeNet et propose un accès à internet par modem câble. Le succès commercial n'est pas au rendez-vous et l'expérience est interrompue. Il faut attendre 2004 pour que l'internet soit une nouvelle fois proposé via le câble dans les communes genevoises gérées par Cablecom, et 2008 pour la Ville de Genève, dont le réseau est géré par 022 Télégenève.
En 1999, le câblo-opérateur lance Digicâble, la première offre de télévision numérique terrestre de Suisse[réf. nécessaire].
En octobre 2004, 022 Télégenève lance la marque commerciale Naxoo. En 2008, Naxoo propose une offre de télévision à Haute définition, mais celle-ci est attaquée par la Surveillance des prix. Un accord bipartite est trouvé. L'opérateur est contraint de proposer à la vente le décodeur de base, jusqu'alors disponible uniquement à la location. Le décodeur est vendu au prix de 170 francs suisses, auquel il faut ajouter 95 francs de frais d'activation. Les décodeurs en vente donnent accès à 50 chaînes numériques. La vente est possible depuis le 1er septembre 2008. L'accord oblige également l'opérateur a augmenter son offre de chaîne en analogique. Pour ce faire, 6 chaînes de la TNT française sont ajoutées au bouquet le 3 septembre 2008. Ce n'est que depuis août 2009 que Naxoo diffuse en analogique les chaînes ORF 1 et 3sat. Ces chaînes font partie du must-carry, les chaînes devant être obligatoirement diffusées en analogique, dont la liste est fixée par le Conseil fédéral.
Le 1er janvier 2016, à la suite d'un changement de dénomination sociale, 022 Télégenève devient Naxoo, la marque commerciale devenant le nom de l’entreprise.
Le 8 mars 2016, la diffusion des chaînes analogiques est interrompue, l’opérateur passant au tout numérique.